# رهب الحموضة
ألِيفُ الحَمْض (Acidophiles) أو الكائنات الحية الحمضية هي تلك الكائنات التي تزدهر في ظل بيئة حمضية عالية (عادة ما تكون في درجة حموضة 2.0 أو أقل). يمكن أن تتواجد هذه الكائنات الحية في فروع مختلفة من شجرة الحياة بما في ذلك العتائق والبكتريا وحقيقيات النوى.

## قائمة الكائنات الحية الحمضية
تتضمن القائمة الجزئية لهذه الكائنات الحية:
العتائق
- [سولفولوباليس (Sulfolobales) وهو أحد أنواع شعبة كريناركيتوتا (Crenarchaeota) في العتائق
- ثيرموبلازماتلس (Thermoplasmatales) وهو أحد أنواع شعبة العتائق العريضة (Euryarchaeota)  في العتائق
- [الكائنات الحية الحمضية الضئيلة في المناجم (ARMAN) الموجودة في شعبة العتائق العريضة  في العتائق
- أسيدينوس بريرلي أ إنفيرنيس (Acidianus brierleyi, A. infernus) البكتريا الحمضية العتيقة المشبعة بالحرارة اللاهوائية
- ميتالوسفيرسديولا (Metallosphaera sedula) حمضي حراري

البكتيريا
- جرثوم حمضي, هو إحدى شعب البكتيريا
- أسيدثيوباسيلاس (Acidithiobacillales) وهو أحد أنواع المتقلبات مثل فيروكسيدانز (ferrooxidans) وأ. ثيوكسدانز (thiooxidans)

بروسبيرس :*ثيوباثيلوس (Thiobacillus) وتي أسيدوفيلس (acidophilus) وتي أورجانوفوريس (organovorus) وتي كوبرينس (cuprinus
- الخلالة الاسيتية (Acetobacter aceti) وهي عبارة عن بكتيريا تنتج حمض أسيتي (خل) من تأكسد الإيثانول.
- اليسيلوبكيلوس (Alicyclobacillus) هو أحد أنواع البكتريا التي يمكن أن تلوث عصائر الفاكهة 

## آليات التكيف مع البيئات الحمضية
طورت معظم الكائنات الحمضية آليات فعالة جدا لضخ البروتونات من حيز داخل الخلايا لتحافظ على السّيتوبلازم في درجة الحموضة الطبيعية أو في درجة قريبة من الدرجة الطبيعية. ومن ثم لا تحتاج البروتينات بداخل الخلايا إلى تطوير استقرار الحمض من خلال التطور. ومع ذلك، تتمتع أليفات الحمض الأخرى مثل الخلالة الأسيتية بسيتوبلازما مُحَمَّضة تجبر كل البروتينات الموجودة في الجينوم تقريبا على تطوير استقرار الحمض. ولهذا السبب، أصبحت الخلالة الأسيتية مصدرًا قيّما لفهم الآليات التي من خلالها يمكن للبروتينات أن تحافظ على استقرار الحمض.
كشفت الدراسات التي أجريت على البروتينات المتكيفة مع درجة حموضة منخفضة للبروتين عن عدد قليل من الآليات التي تحقق من خلالها البروتينات استقرار الحمض. وفي معظم البروتينات مستقرة الحمض (مثل البيبسين(pepsin) وسوكس إف(soxF) وهو بروتين من فصيلة سولفوبلوس أسيدوكالداريوس (Sulfolobus acidocaldarius)، ثبت وجود وفرة مفرطة من الرواسب الحمضية التي تقلل من عدم استقرار درجة الحموضة المنخفضة التي تحدث بواسطة تعزيز الشحنة الإيجابية. تتضمن الآليات الأخرى الحد من إمكانية وصول مذيب الرواسب الحمضية أو تقييد العوامِل المعدنية المساعدة. وفي الحالة الخاصة باستقرار الحمض، تبين أن البروتين الخاص بإنزيم ناباس (NAPase) المستخرج من النوكاردانية ألبا ((Nocardiopsis alba)) ينقل الجسور الملحية الحساسة للحمضيات بعيدًا عن المناطق التي تلعب دورا مهمًّا في عملية الانتشار. وفي هذه الحالة الخاصة باستقرار الحمض الحركي، تتحقق سمة طول عمر البروتين من خلال مجموعة واسعة من الأس هيدروجيني الحمضي والأساسي على حدٍ سواء.